# Christine Baranski
Christine Jane Baranski (Buffalo, Nova York; 2 de maig de 1952) és una actriu estatunidenca.

## Biografia
Baranski va néixer a Buffalo (Nova York), filla de Virgínia i Lucien Baranski, un editor d'un diari escrit en polonès. Baranski és d'ascendència polonesa i els seus avis eren actors de teatre a Polònia. Va assistir a la Vila Maria Academy i posteriorment va estudiar a l'Acadèmia Juilliard. Baranski va estar casada amb l'actor Matthew Cowles des de 1983 fins a 2014, any en què ell va morir. La parella va tenir dues filles.

## Carrera

### Teatre
Baranski es va estrenar fora de Broadway a Coming Attractions a Playwrights Horizons el 1980 i ha aparegut en diverses produccions fora de Broadway en el Manhattan Theatre Club després d'aparèixer a Sally and Marsha el 1982.
Baranski va debutar a Broadway en la pel·lícula de 1980 Hide and Seek. La seva segona actuació a Broadway a The Real Thing de Tom Stoppard li va fer guanyar el Premi Tony a la millor actriu principal en una obra de teatre l'any 1984. Altres treballs seus a Broadway inclouen Hurlyburly, The House of Blue Leaves, Rumors, Regrets Only, Nick & Nora i Follies.
Baranski va actuar en dues obres al Centre per les Arts Escèniques John F. Kennedy a Washington D. C. El 2002 va interpretar Mrs. Lovett a The Demon Barber of Fleet Street i el 2006 va interpretar Mame a l'obra Mame.
En la seva primera actuació a Broadway des de 1991, Baranski va interpretar Berthe a la reestrena de 2008 de Boeing-Boeing.
Baranski ha guanyat dos Premis Tony i dos Premis Drama Desk.

### Treball televisiu
Baranski va interpretar Maryanne Thorpe al sitcom de la CBS Cybill entre 1995 i 1998, actuació que li va valdre un premi Emmy a la millor actriu de repartiment en una sèrie de comèdia. Durant aquest període, també va ser amfitriona en Saturday Night Live. També va tenir un paper a Now and Again com a veu de Ruth, un personatge que mai va aparèixer en pantalla. Posteriorment va aparèixer a la sèrie Welcome to New York i en el sitcom de la NBC Happy Family. També va actuar en un episodi de 1970 de la sèrie La tribu dels Brady.
L'any 2005, Baranski va actuar juntament amb Bernadette Peters en un episodi pilot per a una sèrie d'ABC, Adopted. No obstant això, la companyia va rebutjar la sèrie. Baranski també va interpretar Faith Clancy a Ghost Whisperer. El 2009, va participar en un episodi de The Big Bang Theory com a mare de Leonard Hofstadter, reapareixent en un altre episodi de la temporada següent, rol pel qual va ser nominada al premi Emmy a la millor actriu convidada en una sèrie de comèdia.
En aquest mateix any va començar a actuar en la sèrie televisiva The Good Wife en el paper de Diane Lockhart, una sòcia del gabinet on treballa el personatge principal de la sèrie, Alicia Florrick, pel qual va ser nomindada al Primetime Emmy a la millor actriu de repartiment - Sèrie dramàtica en quatre ocasions.
Del 2017 al 2022, Baranski va protagonitzar el spin-off de CBS de The Good Wife, titulat The Good Fight. El seu personatge Diane Lockhart s'incorpora al despatx en què treballa Luca Quinn (Cush Jumbo).
El 2022 va participar en la sèrie The Gilded Age, emesa per HBO Max i creada per Julian Felowes, ambientada en la Nova York de finals del segle xix, en el paper d'Agnes van Rhijn, tia de la jove protagonista Marian Brook (Louisa Jacobson)

### Cinema
Baranski ha actuat en pel·lícules com a Legal Eagles, Addams Family Values, Chicago, The Grinch, Bulworth, Bowfinger, L'olla de grills, Cruel Intentions, Falling for Grace i Mamma Mia!.

## Filmografia
- Playing for Time (1980, telefilm)
- Soup for One (1982)
- A Midsummer Night's Dream (1982, telefilm)
- Another World (1983, sèrie de TV)
- Lovesick (1983)
- All My Children (1984, sèrie de TV)
- Crackers (1984)
- Big Shots in America (1985, telefilm)
- Legal Eagles (1986)
- Nou setmanes i mitja (1986)
- The Pick-up Artist (1987)
- The House of Blue Leaves (1987, telefilm)
- Reversal of Fortune (1990)
- To Danse with the White Dog (1993, telefilm)
- Addams Family Values (1993)
- Life with Mikey (1993)
- The Night We Never Met (1993)
- The War (1994)
- The Ref (1994)
- Getting In (1994)
- Jeffrey (1995)
- New Jersey Drive (1995)
- Cybill (1995-1998, sèrie de TV)
- L'olla de grills (The birdcage) (1996)
- Bulworth (1998)
- The Odd Couple II (1998)
- Now and Again (1999, sèrie de TV)
- Bowfinger (1999)
- Intencions perverses (Cruel Intentions) (1999)
- The Grinch (El Grinch) (2000)
- Welcome to New York (2000, sèrie de TV)
- Chicago (2002)
- El gurú del sexe (2002)
- Speed Racer X (2002, sèrie de TV, veu)
- Eloise at Christmastime (2003, telefilm)
- Happy Family (2003, sèrie de TV)
- Marci X (2003)
- Eloise at the Plaza (2003, telefilm)
- Benvingut a Mooseport (Welcome to Mooseport) (2004)
- Recipe for a Perfect Christmas (2005, telefilme)
- Scooby-Doo! in Where's My Mummy? (2005)
- Relative Strangers (2006)
- Campus Ladies (2006, sèrie de TV)
- Mamma Mia! (2008)
- The Big Bang Theory (2009, sèrie de TV)
- The Good Wife (2009, sèrie de TV)
- Ugly Betty (2009, sèrie de TV, 4 episodis)
- The Bounty (2009)
- El caça-recompenses  (The Bounty Hunter) (2010)
- Ugly americans (2011, sèrie de TV, veu)
- Who Is Simon Miller? (2011, telefilm)
- Foodfight! (2012, veu)
- Into the Woods (2014)
- The Good Fight (2017, sèrie de TV)
- Mamma Mia! Here We Go Again (2018)
- The Gilded Age (2022, sèrie de TV)